# Николай Папаниколау
Николай (на гръцки: Νικόλαος, Нико̀лаос) е гръцки духовник, гревенски митрополит от 1924 до 1933 година.

## Биография
Роден е като Николаос Папаниколау (Νικόλαος Παπανικολάου) в западномакедонския град Сятища в 1883 година. Учи в прогимназията Трапандзио в родния си град. Семейството му се мести в Гревена. Учи в Богословското училище на Халки, но след три години е принуден да прекъсне обучението си поради тежко заболяване. След възстановяването си е ръкоположен за протосингел на гревенската митрополия от митрополит Агатангел. Заминава за Цариград да продължи богословското си образование и след това служи като протосингел в Маронийската, тасоска и самотракийска митрополия при митрополит Николай. Архиерейски наместник е на Тасос, а по-късно общ архиерейски наместник (1906 - 1914). В 1913 година, когато Западна Тракия попада в България, е арестуван от българските власти и измъчван. По-късно е пропосингел на Кесарийската митрополия.
През март 1918 година в Цариград е ръкоположен за неаполски епископ, викарий на Кесарийската епархия. Служи в Гюмюрджина и Кайсери (Кападокия) до 1921 година. След разгрома на Гърция в Гръцко-турската война бяга в Цариград. В 1921 година става наместник на Мелнишката митрополия във Валовища. На 13 март 1924 година е избран за гревенски митрополит. Умира от сърдечна болест на 15 декември 1933 година в Солун.